# Flying Bulls
Pour les articles homonymes, voir Fly et Bull (homonymie).
Les Flying Bulls (les taureaux volants, en anglais) sont une importante collection d'avions historiques de meeting aérien, de la marque autrichienne Red Bull,,.   

## Histoire
Cette importante collection d'avions de l'histoire de l'aviation est fondée par Dietrich Mateschitz (fondateur de Red Bull en 1984, à Fuschl am See en Autriche). 

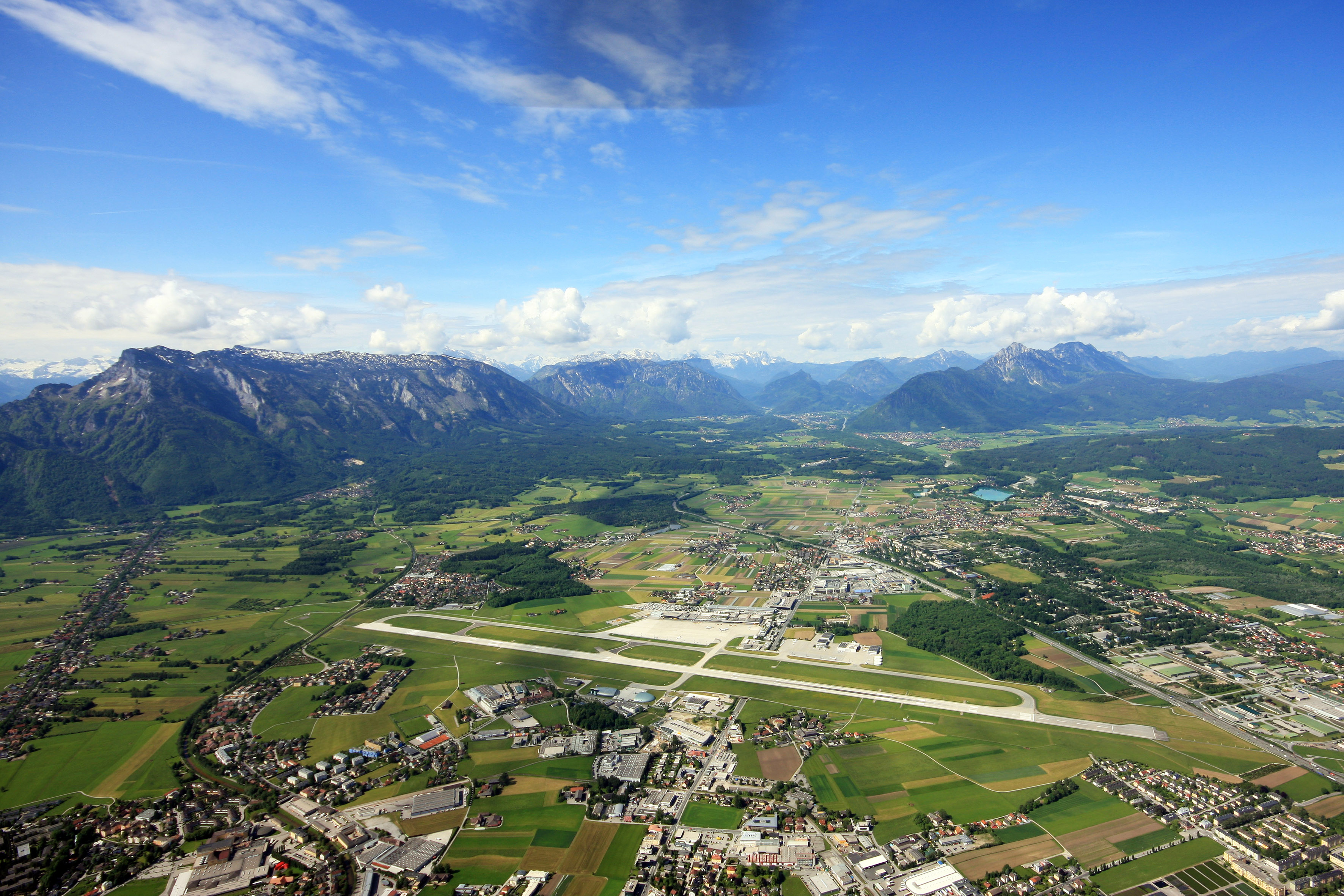
Aéroport de Salzbourg-W.-A.-Mozart, en Autriche
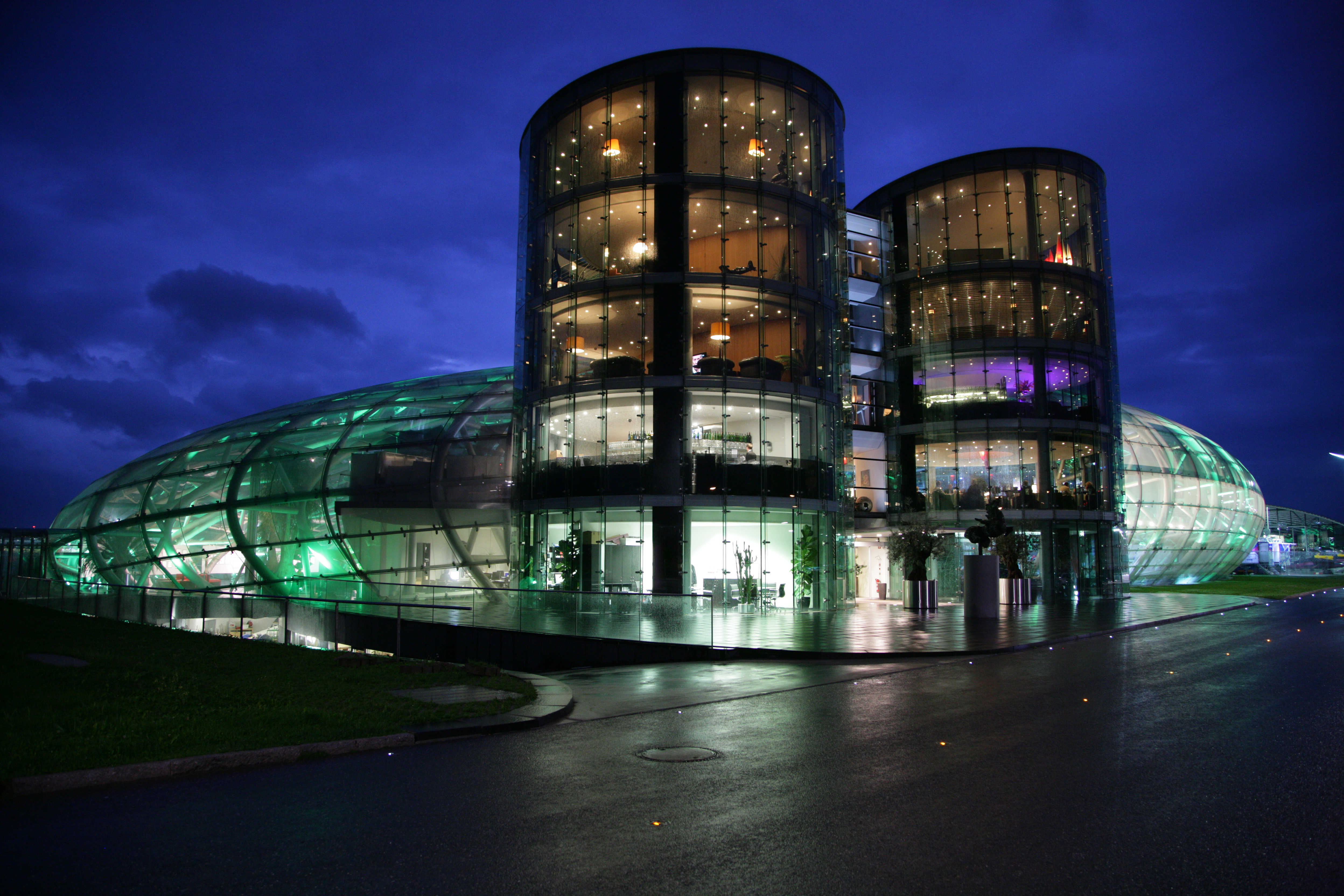
Hangar-7 de l'aéroport
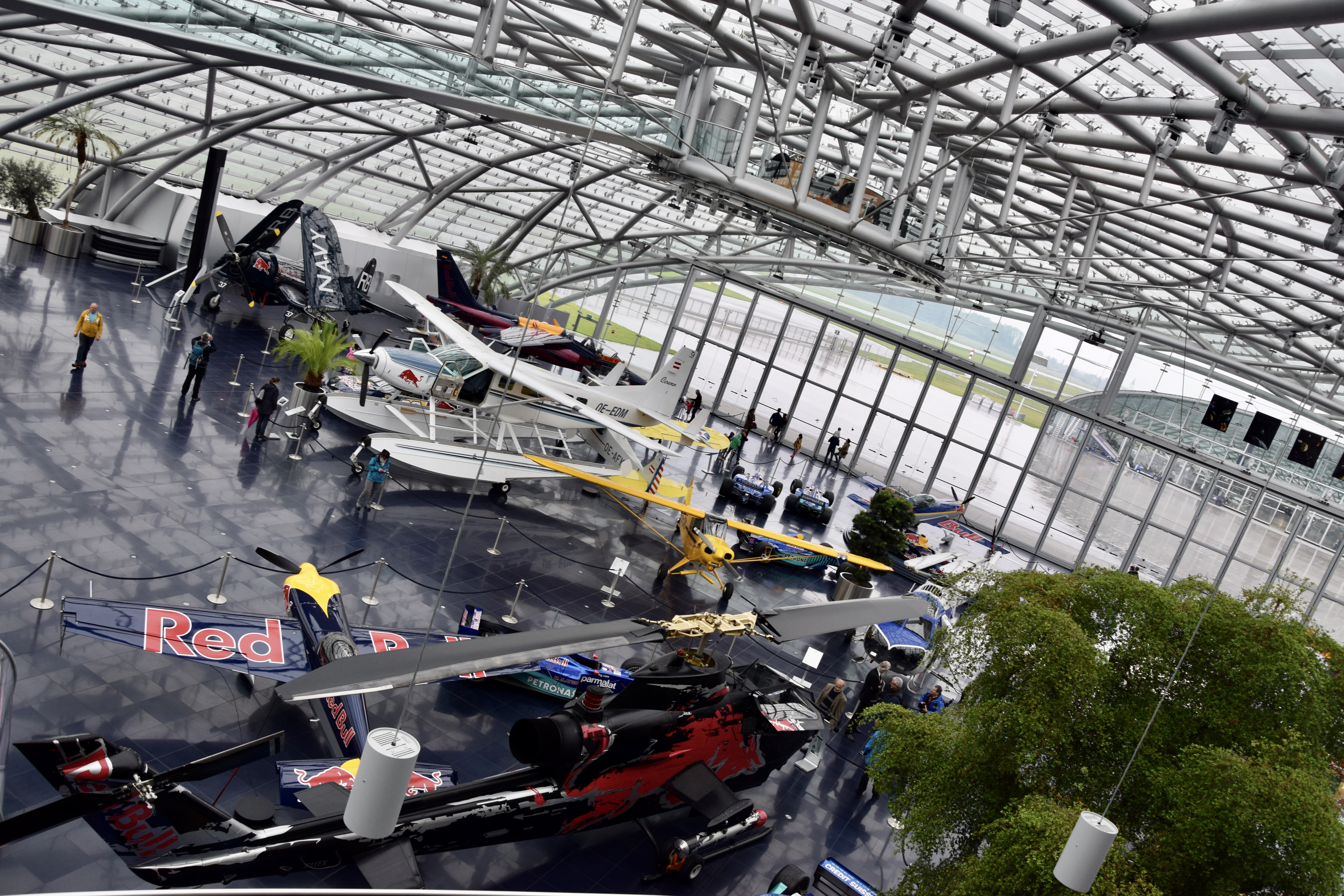
Hangar-7

Elle est basée depuis 2003 à 30 km à l'est, dans son musée Hangar-7 de l'aéroport de Salzbourg-W.-A.-Mozart de Salzbourg en Autriche,. 

## Collection
Cette flotte « Flying Bulls » est utilisée pour assurer de nombreux meetings aériens (pour la promotion et pour l'image de la marque, en rapport avec le slogan publicitaire « Red Bull donne des ailes ») avec entre autres des spectacles de voltige aérienne de la patrouille acrobatique Flying Bulls Aerobatics Team, et des compétitions aériennes du Team Red Bull et de championnat du monde Red Bull de course aérienne...

Quelques modèles emblématiques de la collection
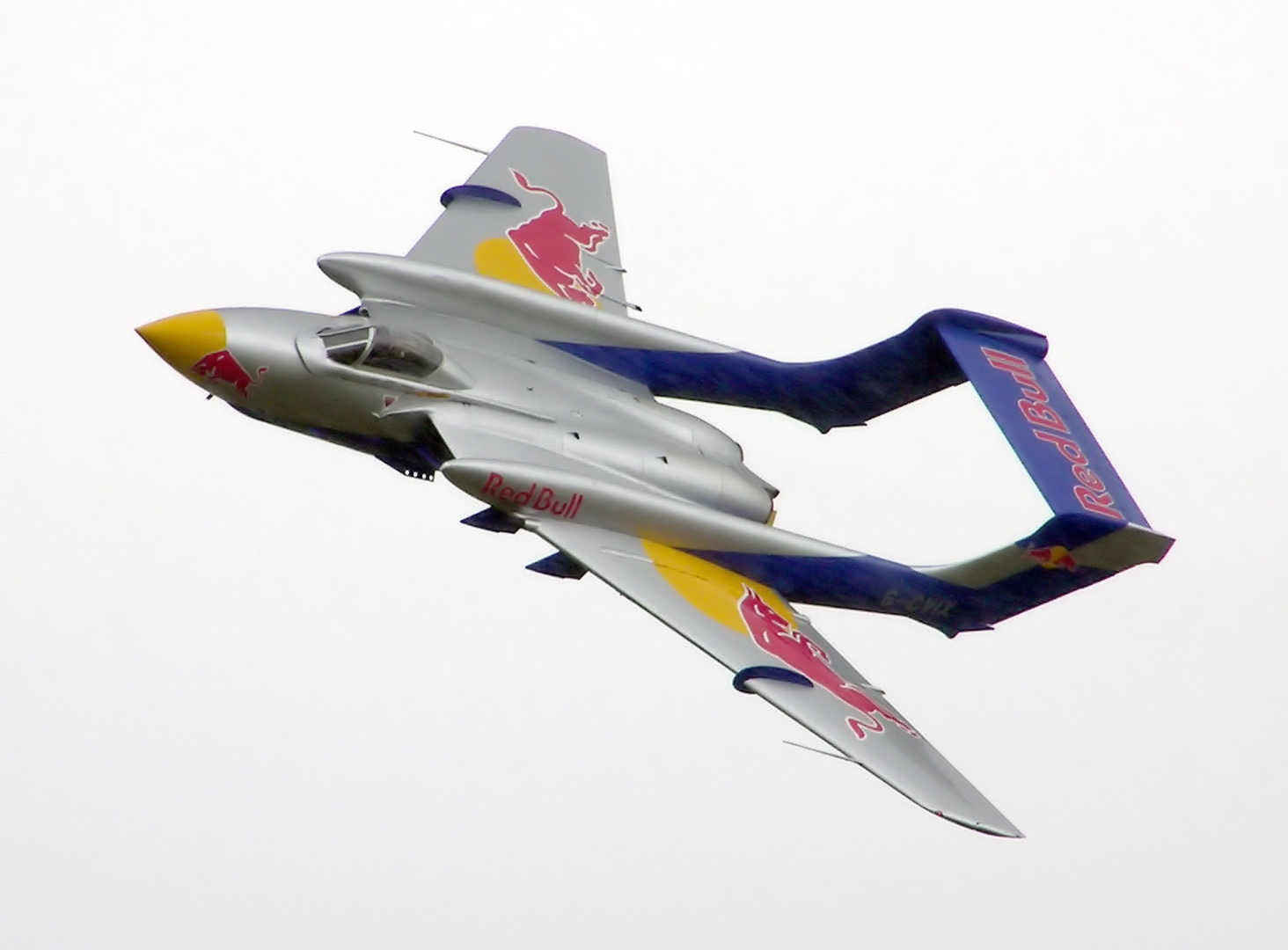
De Havilland Sea Vixen
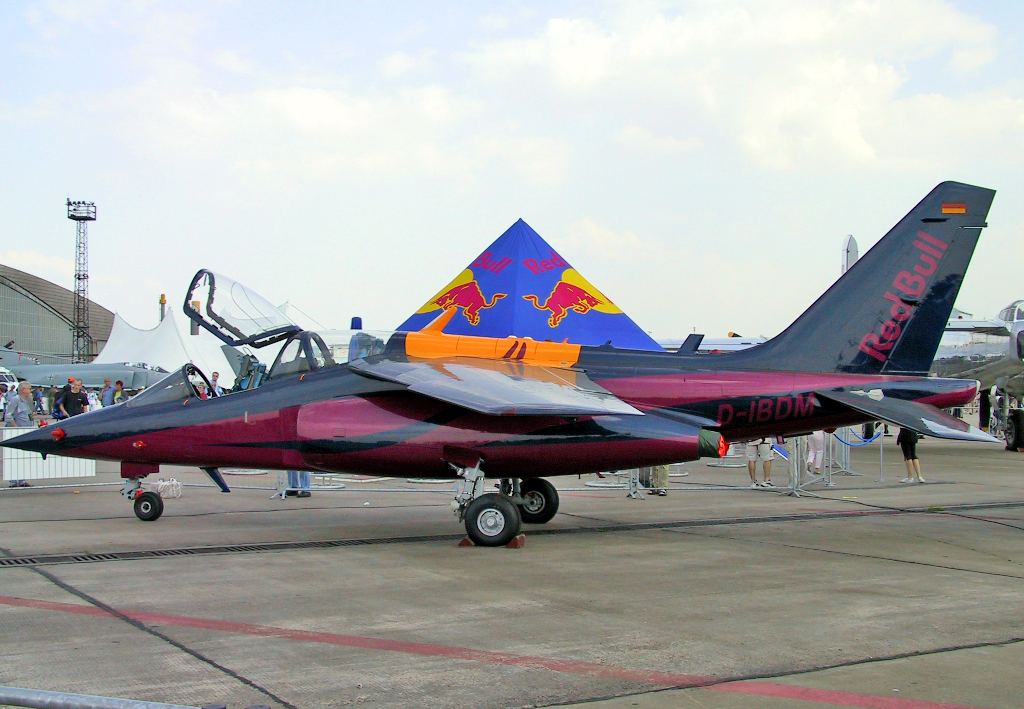
Alpha Jet
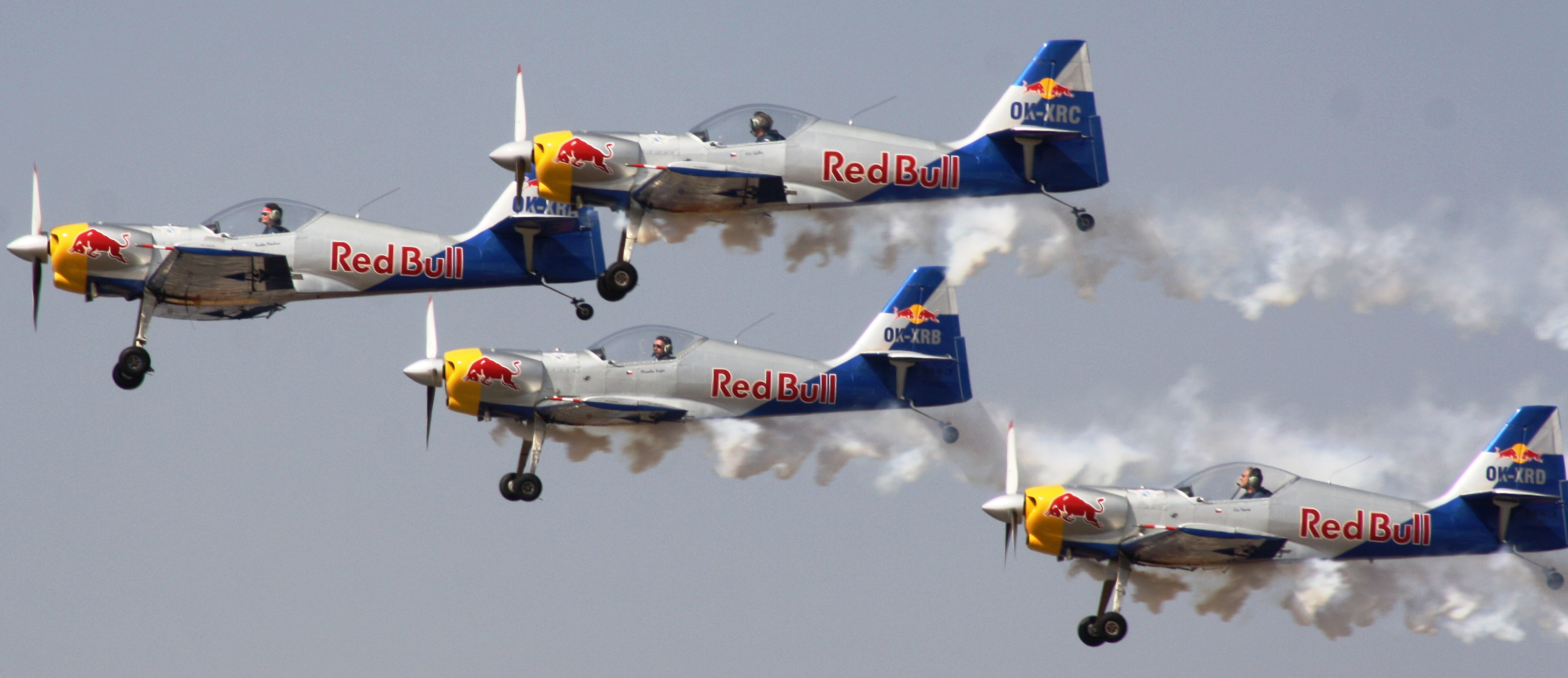
Patrouille acrobatique Flying Bulls Aerobatics Team
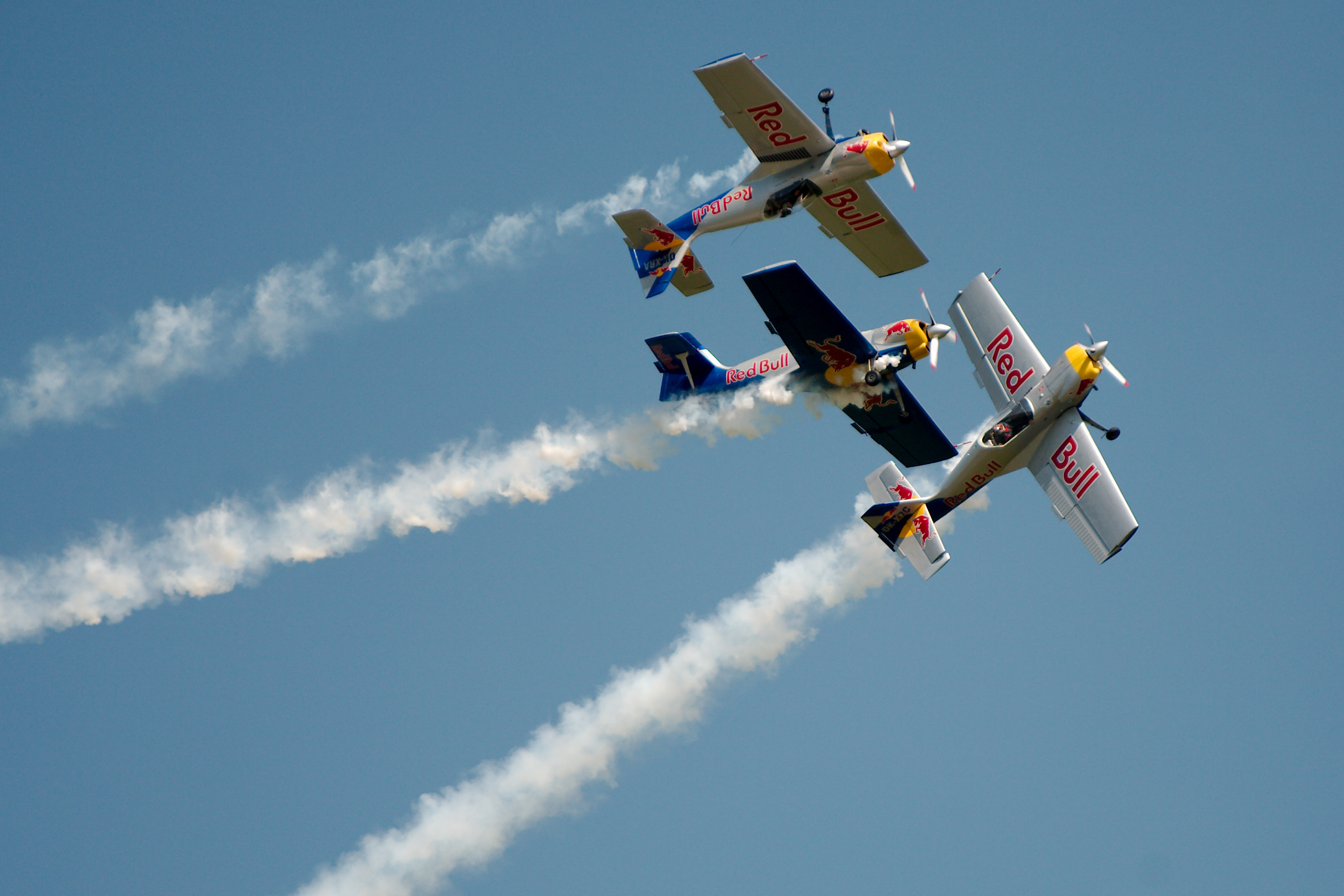
Voltige aérienne
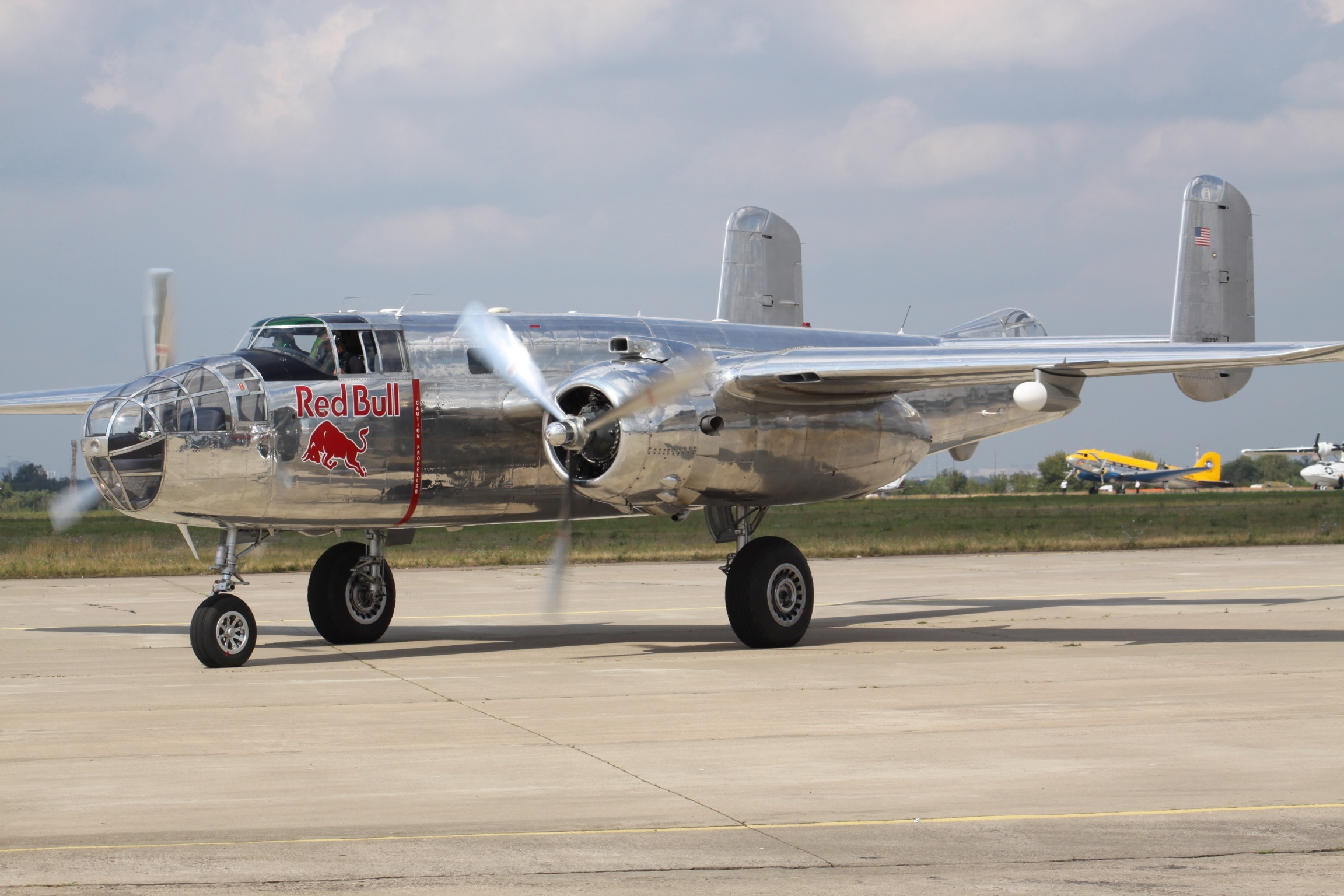
North American B-25 Mitchell
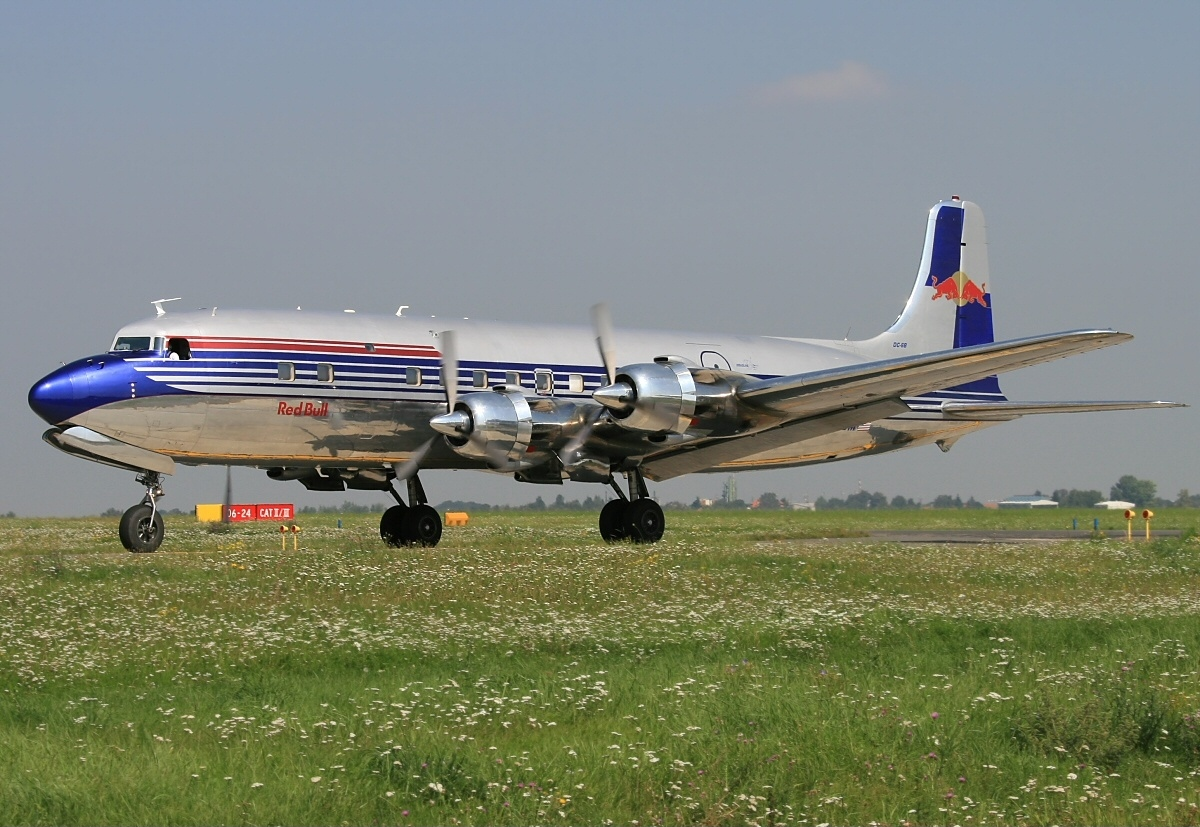
Douglas DC-6B
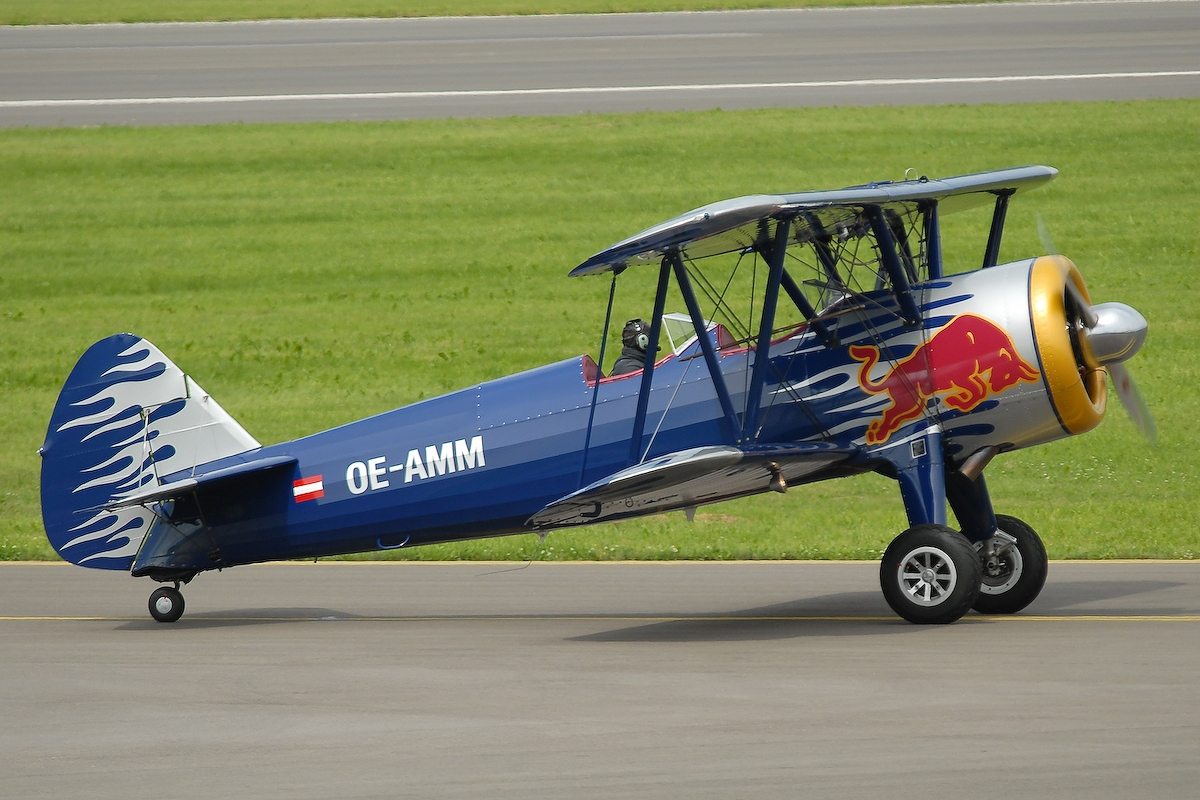
Boeing-Stearman Model 75
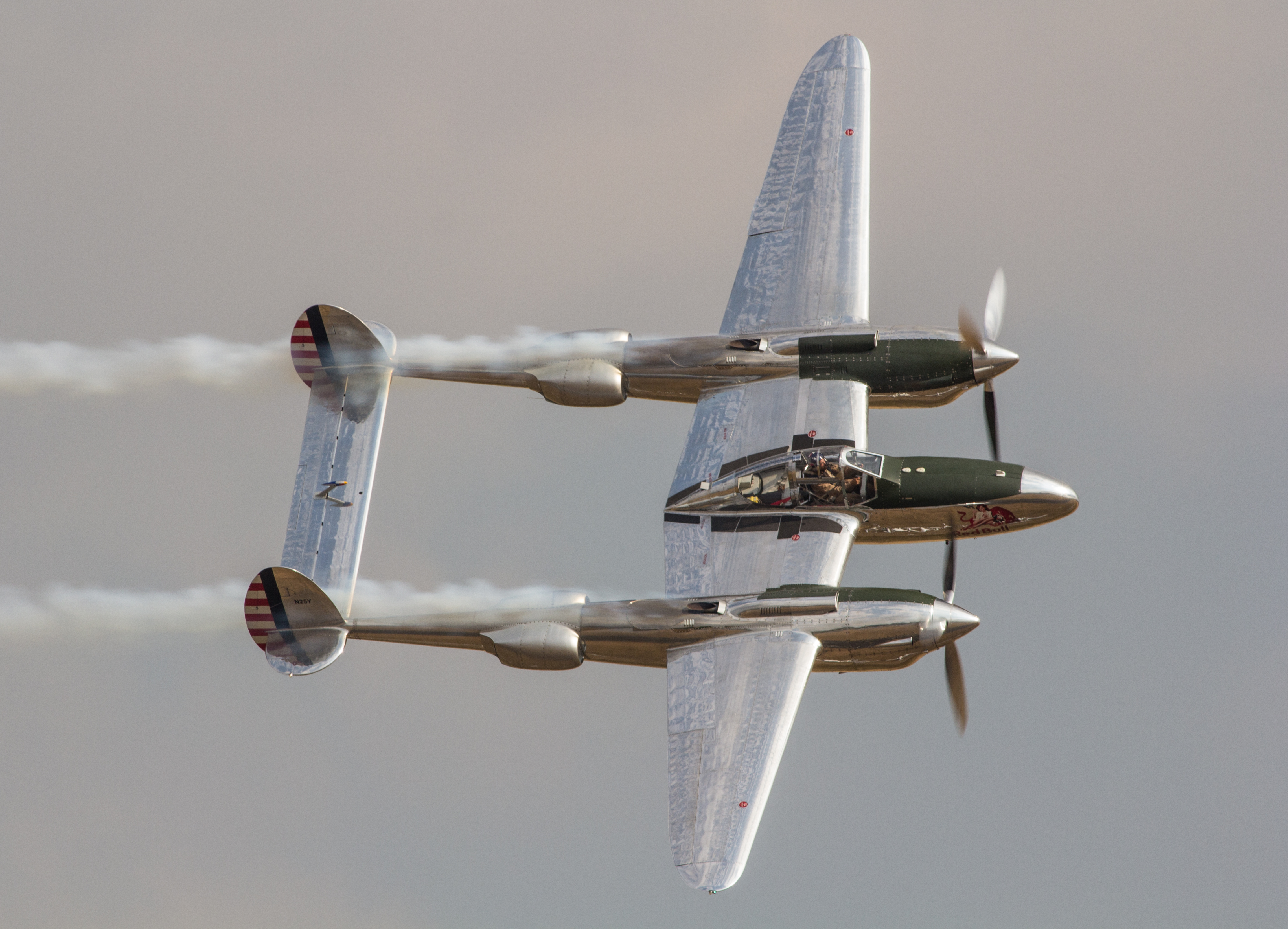
Lockheed P-38 Lightning
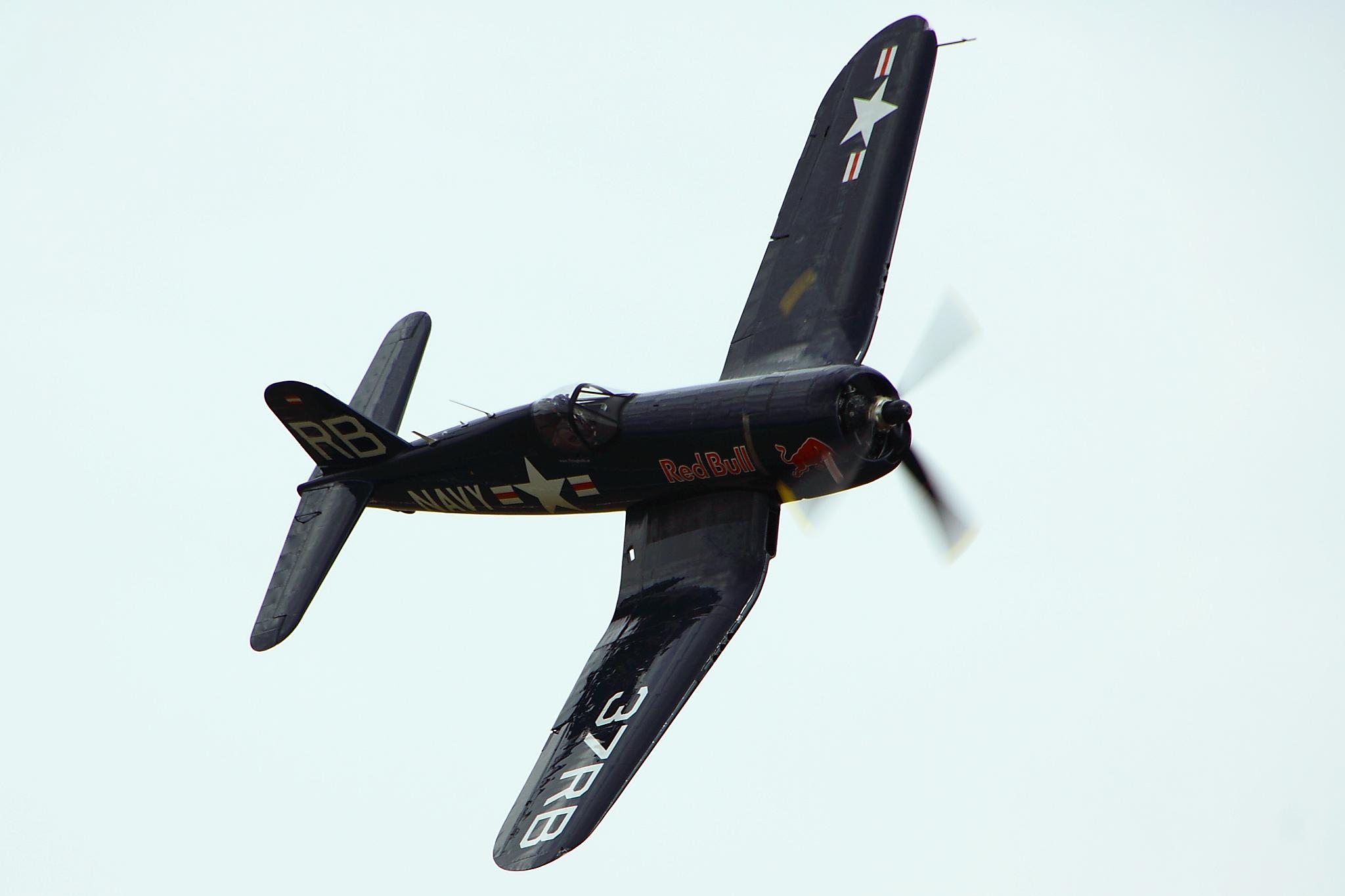
Chance Vought F4U Corsair
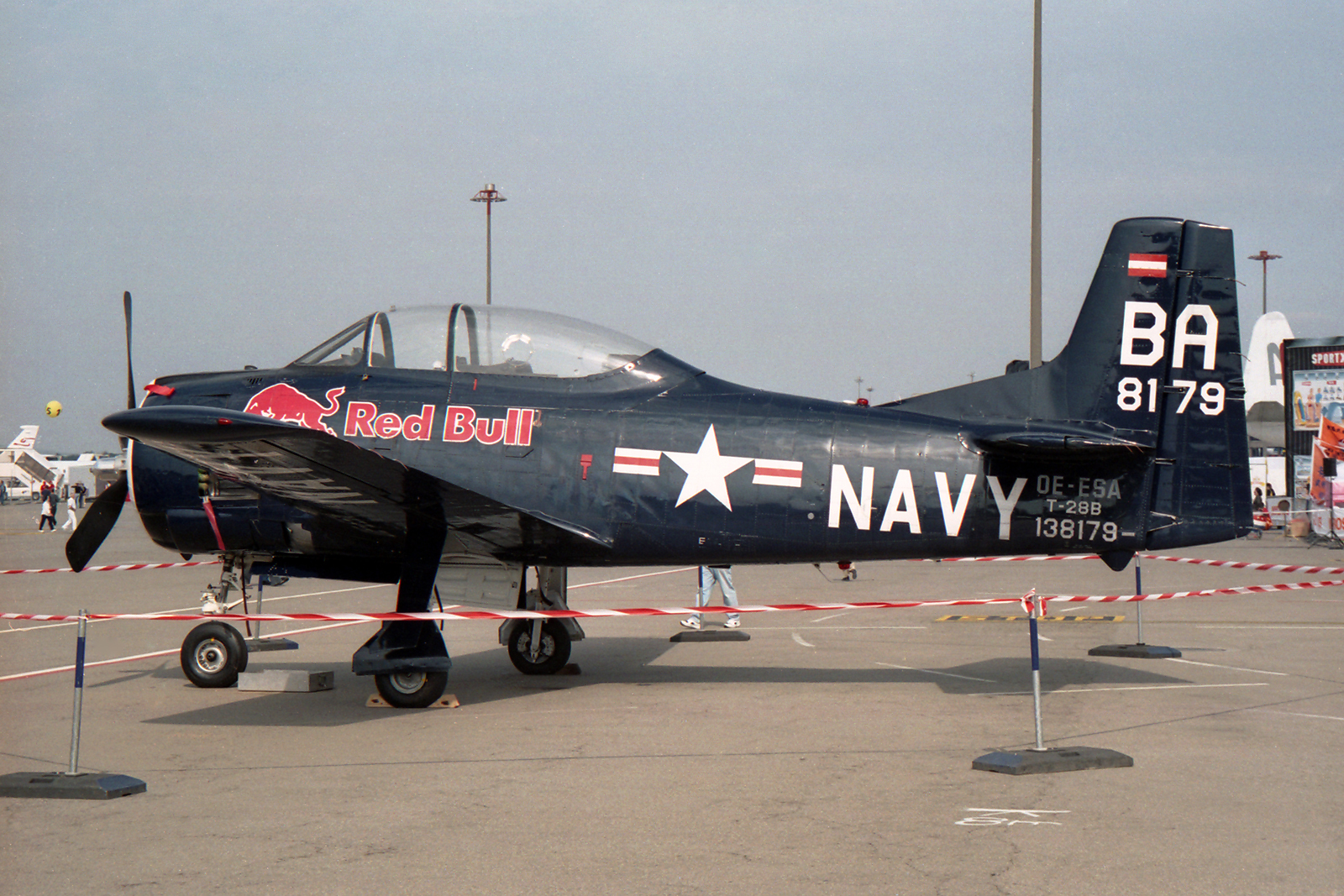
North American T-28 Trojan
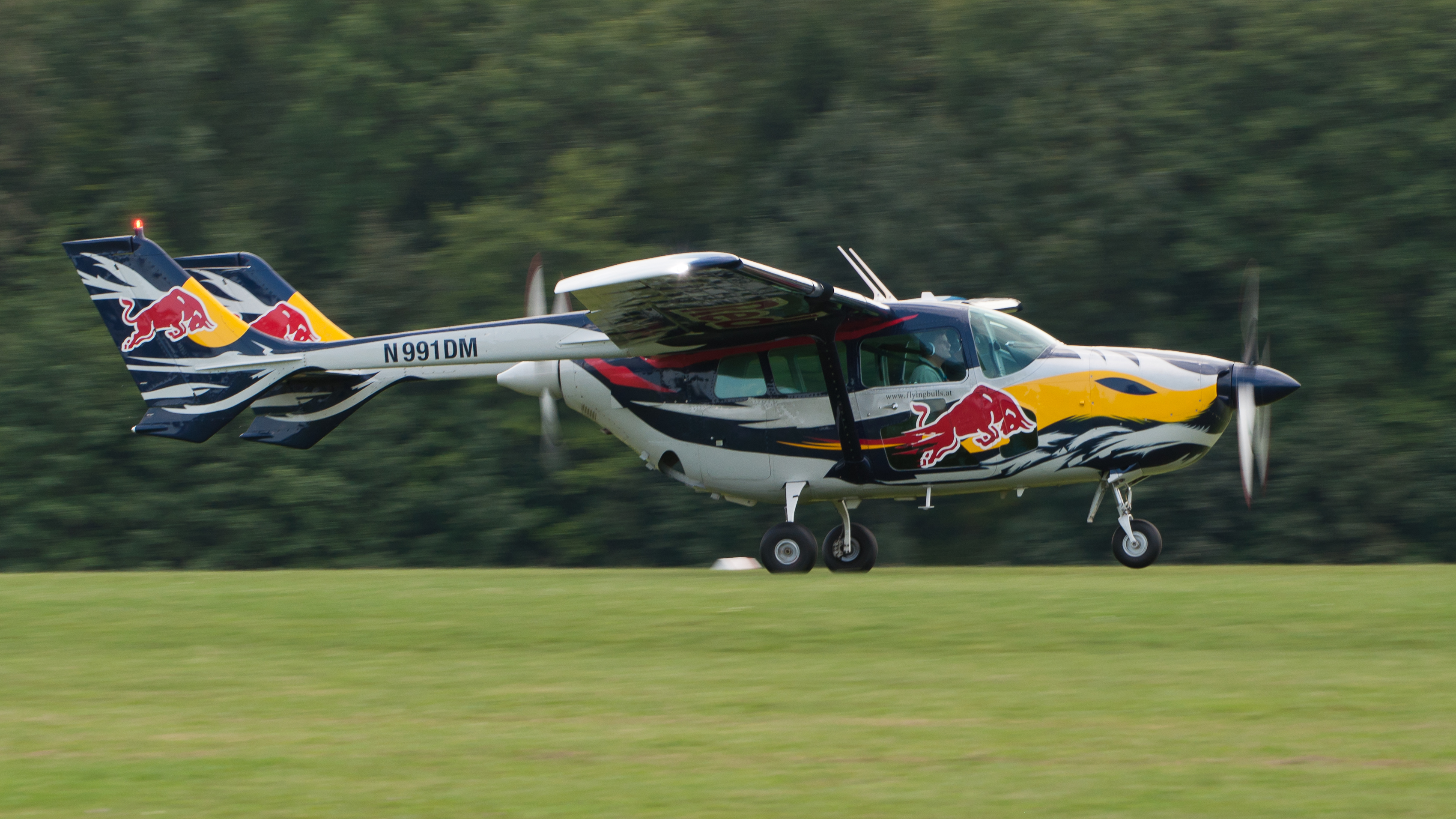
Cessna Skymaster
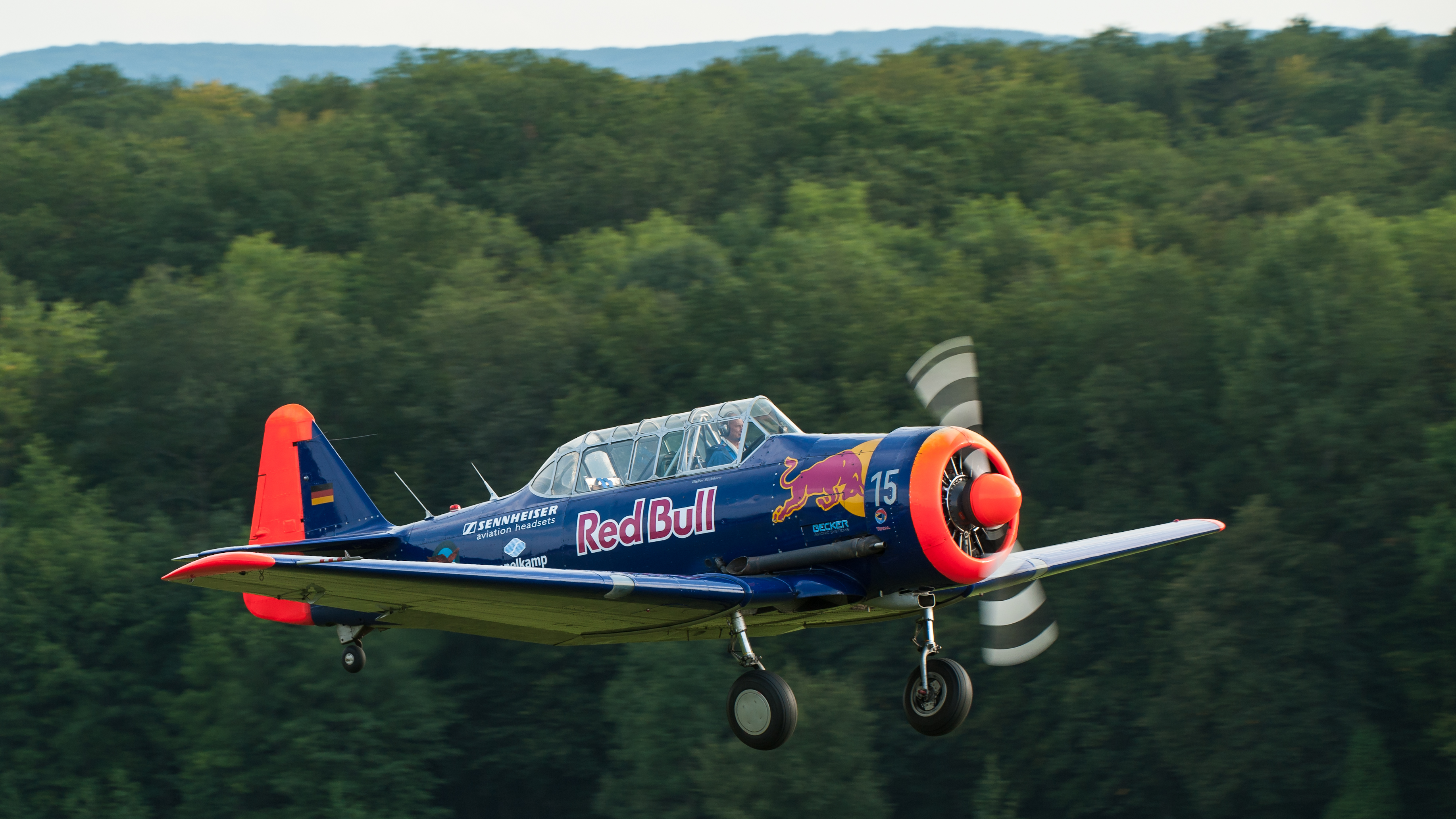
North American T-6 Texan
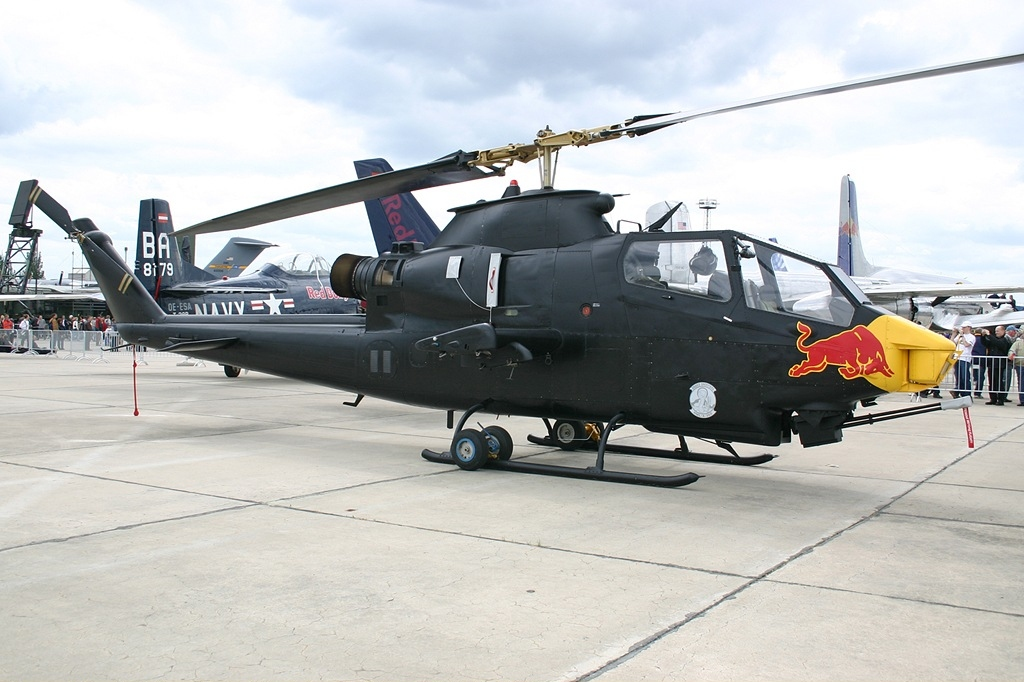
Bell AH-1 Cobra